# Elías Már Ómarsson
Elías Már Ómarsson (Keflavík, 18 gennaio 1995) è un calciatore islandese, attaccante del Meizhou Kejia.

## Carriera

### Club

#### Keflavík
Ómarsson ha esordito nell'Úrvalsdeild con la maglia del Keflavík. Il 16 settembre 2012, infatti, è subentrato ad Einar Orri Einarsson nella vittoria per 5-0 sul Fram Reykjavík. Il 14 luglio 2013 ha realizzato la prima rete nella massima divisione islandese, nella sconfitta casalinga per 1-2 contro il Breiðablik. È rimasto in forza al Keflavík per un triennio, totalizzando 37 presenze e 8 reti in campionato.

#### Vålerenga
Il 30 gennaio 2015, il Vålerenga ha reso noto d'aver trovato un accordo con il Keflavík per il trasferimento di Ómarsson in Norvegia, soggetto al buon esito delle rituali visite mediche. Il 5 febbraio, il calciatore ha firmato un contratto triennale con il nuovo club. Ha scelto la maglia numero 22. Ha esordito in Eliteserien in data 9 maggio, subentrando ad Alexander Mathisen nella sconfitta interna per 0-2 contro lo Stabæk. Il 5 luglio successivo ha segnato le prime reti in massima divisione, con una doppietta nella vittoria esterna per 1-2 sull'Odd. Ha chiuso la prima stagione con 17 presenze e 5 reti tra tutte le competizioni. È rimasto in forza al Vålerenga fino ad agosto 2016.

#### IFK Göteborg
L'8 agosto 2016, gli svedesi dell'IFK Göteborg hanno annunciato sul proprio sito ufficiale l'ingaggio in prestito di Ómarsson. Il 15 novembre successivo, l'IFK Göteborg ha usufruito del diritto di riscatto del calciatore che si era riservato, riscattandone il cartellino a titolo definitivo: Ómarsson si è legato al club fino al 30 giugno 2020.

#### Excelsior
Il 10 agosto 2018 viene acquistato dall'Excelsior.

#### Nîmes
Il 27 luglio 2021 viene ceduto al Nîmes.

### Nazionale
A livello giovanile, Ómarsson ha rappresentato l'Islanda a livello Under-17, Under-19 e Under-21. Per quanto riguarda quest'ultima selezione, ha debuttato in data 8 settembre 2014, sostituendo Arnór Ingvi Traustason nel pareggio per 1-1 contro la Francia.
Agli inizi del 2015, ha partecipato ad una tournée disputata dalla Nazionale maggiore negli Stati Uniti d'America, nel corso della quale l'Islanda avrebbe giocato due partite contro il Canada. Il 16 gennaio, Ómarsson è stato impiegato nella prima di queste, sostituendo Rúrik Gíslason nel successo della sua squadra per 1-2.

## Statistiche

### Presenze e reti nei club
Statistiche aggiornate all'8 agosto 2016.
| Stagione         | Club             | Campionato       | Campionato | Campionato | Coppe nazionali | Coppe nazionali | Coppe nazionali | Coppe continentali | Coppe continentali | Coppe continentali | Supercoppe | Supercoppe | Supercoppe | Totale | Totale |
| Stagione         | Club             | Comp             | Pres       | Reti       | Comp            | Pres            | Reti            | Comp               | Pres               | Reti               | Comp       | Pres       | Reti       | Pres   | Reti   |
| ---------------- | ---------------- | ---------------- | ---------- | ---------- | --------------- | --------------- | --------------- | ------------------ | ------------------ | ------------------ | ---------- | ---------- | ---------- | ------ | ------ |
| 2012             | Keflavík         | UD               | 1          | 0          | CI+CdL          | ?               | ?               | -                  | -                  | -                  | -          | -          | -          | 1+     | 0+     |
| 2013             | Keflavík         | UD               | 16         | 2          | CI+CdL          | 1+?             | 0+?             | -                  | -                  | -                  | -          | -          | -          | 17+    | 2+     |
| 2014             | Keflavík         | UD               | 20         | 6          | CI+CdL          | 3+?             | 0+?             | -                  | -                  | -                  | -          | -          | -          | 23+    | 6+     |
| Totale Keflavík  | Totale Keflavík  | Totale Keflavík  | 37         | 8          |                 | 4+              | 0+              |                    | -                  | -                  |            | -          | -          | 41+    | 8+     |
| 2015             | Vålerenga        | ES               | 15         | 4          | CN              | 2               | 1               | -                  | -                  | -                  | -          | -          | -          | 17     | 5      |
| gen.-ago. 2016   | Vålerenga        | ES               | 13         | 2          | CN              | 3               | 2               | -                  | -                  | -                  | -          | -          | -          | 16     | 4      |
| Totale Vålerenga | Totale Vålerenga | Totale Vålerenga | 28         | 6          |                 | 5               | 3               |                    | -                  | -                  |            | -          | -          | 33     | 9      |
| ago.-dic. 2016   | IFK Göteborg     | A                | 0          | 0          | CS              | 0               | 0               | UEL                | 0                  | 0                  | -          | -          | -          | 0      | 0      |
| Totale           | Totale           | Totale           | 65         | 14         |                 | 9+              | 3+              |                    | -                  | -                  |            | -          | -          | 74+    | 17+    |

### Cronologia presenze e reti in nazionale
| Cronologia completa delle presenze e delle reti in nazionale ― Canada | Cronologia completa delle presenze e delle reti in nazionale ― Canada | Cronologia completa delle presenze e delle reti in nazionale ― Canada | Cronologia completa delle presenze e delle reti in nazionale ― Canada | Cronologia completa delle presenze e delle reti in nazionale ― Canada | Cronologia completa delle presenze e delle reti in nazionale ― Canada | Cronologia completa delle presenze e delle reti in nazionale ― Canada | Cronologia completa delle presenze e delle reti in nazionale ― Canada |
| Data                                                                  | Città                                                                 | In casa                                                               | Risultato                                                             | Ospiti                                                                | Competizione                                                          | Reti                                                                  | Note                                                                  |
| --------------------------------------------------------------------- | --------------------------------------------------------------------- | --------------------------------------------------------------------- | --------------------------------------------------------------------- | --------------------------------------------------------------------- | --------------------------------------------------------------------- | --------------------------------------------------------------------- | --------------------------------------------------------------------- |
| 16-1-2015                                                             | Orlando                                                               | Canada                                                                | 1 – 2                                                                 | Islanda                                                               | Amichevole                                                            | -                                                                     | 87’                                                                   |
| 19-1-2015                                                             | Orlando                                                               | Canada                                                                | 1 – 1                                                                 | Islanda                                                               | Amichevole                                                            | -                                                                     | 46’                                                                   |
| 17-11-2015                                                            | Žilina                                                                | Slovacchia                                                            | 3 – 1                                                                 | Islanda                                                               | Amichevole                                                            | -                                                                     | 90’                                                                   |
| 13-1-2016                                                             | Abu Dhabi                                                             | Finlandia                                                             | 0 – 1                                                                 | Islanda                                                               | Amichevole                                                            | -                                                                     | 70’                                                                   |
| 16-1-2016                                                             | Abu Dhabi                                                             | Emirati Arabi Uniti                                                   | 2 – 1                                                                 | Islanda                                                               | Amichevole                                                            | -                                                                     | 78’                                                                   |
| 15-11-2016                                                            | Ta' Qali                                                              | Malta                                                                 | 0 – 2                                                                 | Islanda                                                               | Amichevole                                                            | -                                                                     |                                                                       |
| 10-1-2017                                                             | Nanning                                                               | Cina                                                                  | 0 – 2                                                                 | Islanda                                                               | Amichevole                                                            | -                                                                     | 90’                                                                   |
| 15-1-2017                                                             | Nanning                                                               | Islanda                                                               | 0 – 1                                                                 | Cile                                                                  | Amichevole                                                            | -                                                                     | 56’                                                                   |
| 28-3-2017                                                             | Dublino                                                               | Irlanda                                                               | 0 – 1                                                                 | Islanda                                                               | Amichevole                                                            | -                                                                     | 65’                                                                   |
| Totale                                                                |                                                                       | Presenze                                                              | 9                                                                     |                                                                       | Reti                                                                  | 0                                                                     |                                                                       |